# Laaglandse koperkop
De laaglandse koperkop of Australische koperkop (Austrelaps superbus) is een zeer giftige slang uit de familie koraalslangachtigen (Elapidae).

## Naam en indeling
De wetenschappelijke naam van de soort werd voor het eerst voorgesteld door Albert Günther in 1858. Oorspronkelijk werd de wetenschappelijke naam Hoplocephalus superbus gebruikt.

## Uiterlijke kenmerken
De huidkleur van deze terrestrische slang is grijs of roodbruin tot zwart op de rug en roomwit of geel op de flanken. De lichaamslengte bedraagt 130 tot 170 centimeter.

## Levenswijze
Deze nachtelijke jager eet kleinere knaagdieren, hagedissen, kikkers en zelfs een vis zal de koperkop als maaltijd vangen, want het zijn uitstekende zwemmers. De slang kan goed tegen lage temperaturen en blijft derhalve lang actief. Bij bedreiging zal de slang vluchten, maar als dat niet mogelijk is zal het dier overgaan tot een aanval. De slang zal zijn hals plat maken en luid sissen en blazen zoals een cobra dat doet. Als er na een beet geen directe medische hulp beschikbaar is, is de kans groot dat de getroffene komt te overlijden.
Deze soort is levendbarend. Laat in de zomer komen de jongen ter wereld.

## Verspreiding en habitat
De soort komt endemisch voor in delen van Australië en leeft in de deelstaten Victoria, Zuid-Australië en Tasmanië. De habitat bestaat uit bossen, scrublands, graslanden en draslanden.

## Beschermingsstatus
Door de internationale natuurbeschermingsorganisatie IUCN is de beschermingsstatus 'veilig' toegewezen (Least Concern of LC).